# CNN Checkout Channel
CNN Checkout Channel era un canal de televisión de emisión por satélite basado en el seguimiento personalizado para tiendas de comestibles de Estados Unidos. La red se estrenó en 1991 y se instaló en más de 1000 tiendas de comestibles a través de 30 cadenas de supermercados en 25 mercados de Estados Unidos. CNN cerró la red a finales de 1993.
La red inició la utilización de los televisores de Philips en la caja registradora de cada pasillo. CNN luego instaló altavoces activados con sensores de movimiento por separado en la cabecera de los pasillos, en un esfuerzo para reducir el ruido general en la tienda, sobre todo en los pasillos que estaban cerrados, y para superar los comentarios de los asistentes de la caja registradora que se distraían con el audio procedente de la televisión.
El canal fue administrado por una división de Turner Broadcasting System, ahora una división de la compañía Time Warner. La red había sido fundada por Jon Petrovich y Scott Weiss.